# Asian Le Mans Series 2014
Navigation
Édition précédente Édition suivante
La saison 2014 des Asian Le Mans Series est la troisième saison de ce championnat et se déroule du 20 juillet au 7 décembre 2014 sur un total de quatre manches. Initialement une cinquième manche, les 3 Heures de Buriram, était prévue mais elle fut annulée.

## Engagés

### LMP2
| Équipe                | Voiture     | Moteur                 | No. | Pilotes         | Pneus | Manche |
| --------------------- | ----------- | ---------------------- | --- | --------------- | ----- | ------ |
| OAK Racing Team Total | Morgan LMP2 | Judd HK 3.6 L V8       | 1   | David Cheng     | M     | Toutes |
| OAK Racing Team Total | Morgan LMP2 | Judd HK 3.6 L V8       | 1   | Ho-Pin Tung     | M     | Toutes |
| OAK Racing Team Total | Morgan LMP2 | Judd HK 3.6 L V8       | 1   | Keiko Ihara     | M     | 2      |
| OAK Racing Team Total | Morgan LMP2 | Judd HK 3.6 L V8       | 1   | Yuan Bo         | M     | 4      |
| Eurasia Motorsport    | Oreca 03    | Nissan VK45DE 4.5 L V8 | 27  | John Hartshorne | M     | Toutes |
| Eurasia Motorsport    | Oreca 03    | Nissan VK45DE 4.5 L V8 | 27  | Richard Bradley | M     | 1–2    |
| Eurasia Motorsport    | Oreca 03    | Nissan VK45DE 4.5 L V8 | 27  | Tacksung Kim    | M     | 1      |
| Eurasia Motorsport    | Oreca 03    | Nissan VK45DE 4.5 L V8 | 27  | Pu Jun Jin (en) | M     | 2–4    |
| Eurasia Motorsport    | Oreca 03    | Nissan VK45DE 4.5 L V8 | 27  | James Winslow   | M     | 3–4    |

### CN
| Équipe              | Voiture     | Moteur         | No. | Pilotes           | Pneus | Manche |
| ------------------- | ----------- | -------------- | --- | ----------------- | ----- | ------ |
| Team Avelon Formula | Wolf GB08   | Honda 2.0 L I4 | 21  | Denis Lian        | M     | 2–4    |
| Team Avelon Formula | Wolf GB08   | Honda 2.0 L I4 | 21  | William Lok       | M     | 2      |
| Team Avelon Formula | Wolf GB08   | Honda 2.0 L I4 | 21  | James Mitchell    | M     | 2      |
| Team Avelon Formula | Wolf GB08   | Honda 2.0 L I4 | 21  | Guglielmo Belotti | M     | 3      |
| Team Avelon Formula | Wolf GB08   | Honda 2.0 L I4 | 21  | Sean Hudspeth     | M     | 4      |
| ATL Wolf Asia       | Wolf GB08   | Honda 2.0 L I4 | 45  | Dominic Ang       | M     | 1      |
| ATL Wolf Asia       | Wolf GB08   | Honda 2.0 L I4 | 45  | Gilbert Ang       | M     | 1      |
| Craft-Bamboo Racing | Ligier JS53 | Honda 2.0 L I4 | 77  | Kevin Tse         | M     | Toutes |
| Craft-Bamboo Racing | Ligier JS53 | Honda 2.0 L I4 | 77  | Mathias Beche     | M     | 1–2    |
| Craft-Bamboo Racing | Ligier JS53 | Honda 2.0 L I4 | 77  | Frank Yu          | M     | 1, 4   |
| Craft-Bamboo Racing | Ligier JS53 | Honda 2.0 L I4 | 77  | Samson Chan       | M     | 2–3    |
| Craft-Bamboo Racing | Ligier JS53 | Honda 2.0 L I4 | 77  | Naoki Yokomizo    | M     | 3      |
| Craft-Bamboo Racing | Ligier JS53 | Honda 2.0 L I4 | 77  | Jonathan Venter   | M     | 4      |

### GT
| Équipe            | Voiture                   | Moteur                 | No. | Pilotes           | Pneus | Manche |
| ----------------- | ------------------------- | ---------------------- | --- | ----------------- | ----- | ------ |
| Python            | Ferrari 458 Italia GT3    | Ferrari F142 4.5 L V8  | 7   | Zou Si Rui        | M     | 1      |
| Python            | Ferrari 458 Italia GT3    | Ferrari F142 4.5 L V8  | 7   | Xu Wei            | M     | 1      |
| Clearwater Racing | Ferrari 458 Italia GT3    | Ferrari F142 4.5 L V8  | 33  | Weng Sun Mok      | M     | 3–4    |
| Clearwater Racing | Ferrari 458 Italia GT3    | Ferrari F142 4.5 L V8  | 33  | Matt Griffin      | M     | 3      |
| Clearwater Racing | Ferrari 458 Italia GT3    | Ferrari F142 4.5 L V8  | 33  | Keita Sawa        | M     | 3      |
| Clearwater Racing | Ferrari 458 Italia GT3    | Ferrari F142 4.5 L V8  | 33  | Hiroshi Hamaguchi | M     | 4      |
| Clearwater Racing | Ferrari 458 Italia GT3    | Ferrari F142 4.5 L V8  | 33  | Richard Wee       | M     | 4      |
| AAI-Rstrada       | Mercedes-Benz SLS AMG GT3 | Mercedes-Benz 6.2 L V8 | 90  | Yu Lam            | M     | Toutes |
| AAI-Rstrada       | Mercedes-Benz SLS AMG GT3 | Mercedes-Benz 6.2 L V8 | 90  | Takamitsu Matsui  | M     | Toutes |
| AAI-Rstrada       | Mercedes-Benz SLS AMG GT3 | Mercedes-Benz 6.2 L V8 | 90  | Takeshi Tsuchiya  | M     | Toutes |
| AAI-Rstrada       | BMW Z4 GT3                | BMW 4.4 L V8           | 91  | Jun-San Chen      | M     | Toutes |
| AAI-Rstrada       | BMW Z4 GT3                | BMW 4.4 L V8           | 91  | Tatsuya Tanigawa  | M     | Toutes |
| AAI-Rstrada       | BMW Z4 GT3                | BMW 4.4 L V8           | 91  | Ollie Millroy     | M     | 1, 3–4 |
| AAI-Rstrada       | BMW Z4 GT3                | BMW 4.4 L V8           | 91  | Carlo van Dam     | M     | 2      |
| AAI-Rstrada       | BMW Z4 GT3                | BMW 4.4 L V8           | 92  | Han-Chen Chen     | M     | 1, 3–4 |
| AAI-Rstrada       | BMW Z4 GT3                | BMW 4.4 L V8           | 92  | Ryohei Sakaguchi  | M     | 1, 4   |
| AAI-Rstrada       | BMW Z4 GT3                | BMW 4.4 L V8           | 92  | Marco Seefried    | M     | 1, 3–4 |
| AAI-Rstrada       | BMW Z4 GT3                | BMW 4.4 L V8           | 92  | Jörg Müller       | M     | 3      |
| AAI-Rstrada       | Nissan GT-R GT3           | Nissan 3.8 L V6        | 92  | Han-Chen Chen     | M     | 2      |
| AAI-Rstrada       | Nissan GT-R GT3           | Nissan 3.8 L V6        | 92  | Ryohei Sakaguchi  | M     | 2      |
| AAI-Rstrada       | Nissan GT-R GT3           | Nissan 3.8 L V6        | 92  | Marco Seefried    | M     | 2      |

### GT Am
| Équipe             | Voiture              | Moteur               | No. | Pilotes           | Pneus | Manche |
| ------------------ | -------------------- | -------------------- | --- | ----------------- | ----- | ------ |
| The Emperor Racing | Lamborghini Gallardo | Lamborghini 5.2L V10 | 11  | Jiang Xin         | M     | 2      |
| The Emperor Racing | Lamborghini Gallardo | Lamborghini 5.2L V10 | 11  | Max Wiser         | M     | 2      |
| The Emperor Racing | Lamborghini Gallardo | Lamborghini 5.2L V10 | 11  | Giorgio Sanna     | M     | 2      |
| The Emperor Racing | Lamborghini Gallardo | Lamborghini 5.2L V10 | 82  | Akihiko Nakaya    | M     | 2      |
| The Emperor Racing | Lamborghini Gallardo | Lamborghini 5.2L V10 | 82  | Hideshi Matsuda   | M     | 2      |
| The Emperor Racing | Lamborghini Gallardo | Lamborghini 5.2L V10 | 82  | Hironori Takeuchi | M     | 2      |

## Calendrier
| N° | Date       | Événement            | Circuit                           | Lieu     | Pays         |
| -- | ---------- | -------------------- | --------------------------------- | -------- | ------------ |
| 1  | 20 juillet | 3 Heures de Inje     | Circuit Autopia                   | Inje     | Corée du Sud |
| 2  | 31 août    | 3 Heures de Fuji     | Fuji Speedway                     | Oyama    | Japon        |
| 3  | 11 octobre | 3 Heures de Shanghai | Circuit international de Shanghai | Shanghai | Chine        |
| 4  | 7 décembre | 3 Heures de Sepang   | Circuit international de Sepang   | Sepang   | Malaisie     |

## Résultats
Les vainqueurs du classement général de chaque manche sont inscrits en caractères gras.
| N° | Événement            | Équipe victorieuse LMP2             | Équipe victorieuse CN                | Équipe victorieuse GT                       |
| N° | Événement            | Pilotes victorieux LMP2             | Pilotes victorieux CN                | Pilotes victorieux GT                       |
| -- | -------------------- | ----------------------------------- | ------------------------------------ | ------------------------------------------- |
| 1  | 3 Heures de Inje     | OAK Racing Team Asia                | Craft-Bamboo Racing                  | AAI-Rstrada                                 |
| 1  | 3 Heures de Inje     | David Cheng Ho-Pin Tung             | Mathias Beche Kevin Tse Frank Yu     | Morris Chen Ryohei Sakaguchi Marco Seefried |
| 2  | 3 Heures de Fuji     | OAK Racing Team Asia                | Craft-Bamboo Racing                  | AAI-Rstrada                                 |
| 2  | 3 Heures de Fuji     | David Cheng Ho-Pin Tung Keiko Ihara | Mathias Beche Kevin Tse Samson Chan  | Jun San Chen Tatsuya Tanigawa Carlo van Dam |
| 3  | 3 Heures de Shanghai | OAK Racing Team Asia                | Craft-Bamboo Racing                  | Clearwater Racing                           |
| 3  | 3 Heures de Shanghai | David Cheng Ho-Pin Tung             | Naoki Yokomizo Kevin Tse Samson Chan | Weng Sun Mok Keita Sawa Matt Griffin        |
| 4  | 3 Heures de Sepang   | OAK Racing Team Asia                | Craft-Bamboo Racing                  | Clearwater Racing                           |
| 4  | 3 Heures de Sepang   | David Cheng Ho-Pin Tung Yuan Bo     | Jonathan Venter Kevin Tse Frank Yu   | Weng Sun Mok Hiroshi Hamaguchi Richard Wee  |